# Caisse régionale d'assurance maladie
La Caisse régionale d'assurance maladie (Cram) est un organisme français de sécurité sociale. Jusqu'à l'intervention de la réforme organisée par la loi portant réforme de l'hôpital et relative aux patients, à la santé et aux territoires (HPST), il en existait une dans chaque région de métropole. Le 1er avril 2010, chaque Cram a été transformée en caisse d'assurance retraite et de la santé au travail (Carsat), sauf en Alsace (devenu Carsat au 1er avril 2012) et en Île-de-France.

## Histoire
Les caisses régionales d'assurance maladie (CRAM) étaient chargées de coordonner, dans certains domaines, l'action des caisses primaires d'assurance maladie (CPAM), mais leurs activités s'exerçaient surtout dans l'assurance vieillesse et les risques professionnels. Ayant transféré ce qui relevait encore de l'assurance maladie aux agences régionales de santé, la loi HPST transforme chacune de ces caisses en caisse d'assurance retraite et de la santé au travail (CARSAT), sauf en Alsace et dans le département de la Moselle, ainsi qu'en Île-de-France. 

## Caisses subsistantes

### Caisse régionale d'assurance maladie d'Alsace-Moselle
En Alsace et dans le département de la Moselle, la CRAM apporte aux assurés sociaux des aides en matière d'appareillages. Elle fournit des services d'éducation à la santé et le service social. Elle est chargée de la prévention, de la tarification et de la réparation des accidents du travail et des maladies professionnelles. 
À l'occasion de l'examen d'un projet de loi de réforme de la loi HPST, le gouvernement a introduit un amendement tendant à fusionner la CRAM d'Alsace-Moselle avec la caisse régionale d'assurance vieillesse d'Alsace-Moselle. Le Conseil constitutionnel a jugé que cet article 58, introduit tardivement dans le processus législatif, ne présentait pas un lien assez étroit avec le texte initial de la proposition de loi et a donc déclaré l'article contraire à la Constitution. 

### Caisse régionale d'assurance maladie d'Île-de-France (CRAMIF)
La Caisse régionale d'assurance maladie d'Île-de-France (CRAMIF) a le même statut et la même organisation que les CARSAT.
Bien qu’elle ait conservé le nom de « caisse régionale d'assurance maladie », la CRAMIF s’occupe assez peu d'assurance maladie, une grande partie des activités liées à l’assurance maladie étant traitée par les CPAM : affiliation, gestion des droits, service des prestations d'assurance maladie (y compris celles liées aux maladies professionnelles).

#### Missions
La CRAMIF exerce ses missions au service des huit départements de la région Île-de-France. 

##### L'aide aux assurés sociaux

###### L'aide directe
Au profit de l'assuré social, la CRAMIF verse des pensions d’invalidité, conseille des personnes handicapées, au sein de son « espace conseil pour l'autonomie en milieu ordinaire de vie » (Esca Vie), met à disposition un service social visant à aider les personnes fragilisées par la maladie, le handicap ou le vieillissement, propose une offre diversifiée de soins de proximité au Centre Médical Stalingrad.

###### L'aide indirecte
La CRAMIF délivre les conventions ou les habilitations des fournisseurs d'appareillage médical franciliens.
Par ailleurs, la CRAMIF aide indirectement l’assuré social en consacrant une partie de son budget d'action sanitaire et sociale à financer des foyers, des maisons de parents et des projets associatifs de prévention santé (par exemple, en 2010, l'Association Valenti HAUY, l'Association des Brûlés de France, l'Association "Dessine-moi un mouton", l'Association Française du Vitiligo, l'Association Suicide Écoute...).

##### L'hospitalisation

###### L'aide directe
Depuis le 1er avril 2010 et la loi HPST, les activités de la CRAMIF liées à l'hospitalisation ont été transférées à l'agence régionale de santé d'Île-de-France (ARSIF).

###### L'aide indirecte
La CRAMIF rend service aux assurés sociaux dans ce domaine en mettant à disposition les murs abritant les structures hospitalières de deux associations privées.
Ainsi, elle possède les 35 000 m2 qu'elle met à la disposition de l'association Marie-Lannelongue, gestionnaire du centre chirurgical Marie-Lannelongue, établissement privé francilien,.
La CRAMIF possède par ailleurs ses locaux de 45 000 m2.

##### Actions envers les entreprises
Dans ce domaine, la CRAMIF exerce les mêmes missions que les CARSAT. Elle coordonne ainsi la prévention des accidents du travail et des maladies professionnelles et apporte son concours à l’application des règles de tarification des accidents du travail et des maladies professionnelles ainsi qu'à la fixation des tarifs. 